# ヤマアノア
ヤマアノア（Bubalus quarlesi）は、ウシ科アジアスイギュウ属（Anoa属とする説もあり）に分類される偶蹄類。

## 分布
インドネシア（スラウェシ島、ブトン島）固有種

## 形態
体長150cm - 180cm。尾長17cm - 25cm。肩高60cm - 70cm。頸部や胴体は太い。尾は短く、先端が踵に達しない。全身は淡褐色の体毛で覆われる。顔や喉、蹄の上部が白い個体もいる。
頭部にはアルファベットの「V」字状に見える、直線的に外側へ向かう角が生える。角の長さは15cm - 20cm。左右の角は基部が接し基部の断面は円形で、角の表面は滑らか。耳介の内側は暗褐色。

## 分類
本種をアノアの亜種とする説もある。

## 生態
山地の森林に生息する。
食性は植物食で、木の葉や草、果実を食べる。
繁殖形態は胎生。1回に1頭の幼獣を産む。

## 人間との関係
開発による生息地の破壊や、食用や角目的の乱獲等により生息数は激減している。詳細な観察例が非常に少なく、個体数はおろか正確な分布域も不明とされる。